# Норт-Меррик (Нью-Йорк)
Норт-Меррик (англ. North Merrick) — переписна місцевість (CDP) в США, в окрузі Нассау штату Нью-Йорк. Населення — 12 238 осіб (2020).

## Географія
Норт-Меррик розташований за координатами 40°41′18″ пн. ш. 73°33′38″ зх. д. / 40.68833° пн. ш. 73.56056° зх. д. (40.688369, -73.560577).  За даними Бюро перепису населення США в 2010 році переписна місцевість мала площу 4,47 км², з яких 4,45 км² — суходіл та 0,02 км² — водойми.

## Демографія
Згідно з переписом 2010 року, у переписній місцевості мешкали 12 272 особи в 4044 домогосподарствах у складі 3331 родини. Густота населення становила 2745 осіб/км².  Було 4125 помешкань (923/км²).
Расовий склад населення:
| - 90,6 % — білих - 4,7 % — азіатів - 1,5 % — чорних або афроамериканців - 0,1 % — корінних американців - 1,7 % — осіб інших рас |

До двох чи більше рас належало 1,4 %. Частка іспаномовних становила 7,1 % від усіх жителів.
За віковим діапазоном населення розподілялося таким чином: 25,1 % — особи молодші 18 років, 61,0 % — особи у віці 18—64 років, 13,9 % — особи у віці 65 років та старші. Медіана віку мешканця становила 41,3 року. На 100 осіб жіночої статі у переписній місцевості припадало 95,6 чоловіків;  на 100 жінок у віці від 18 років та старших — 92,4 чоловіків також старших 18 років.
Середній дохід на одне домашнє господарство  становив 131 208 доларів США (медіана — 117 150), а середній дохід на одну сім'ю — 140 045 доларів (медіана — 123 594). Медіана доходів становила 76 706 доларів для чоловіків та 57 483 долари для жінок. За межею бідності перебувало 2,4 % осіб, у тому числі 3,5 % дітей у віці до 18 років та 2,6 % осіб у віці 65 років та старших.
Цивільне працевлаштоване населення становило 6459 осіб. Основні галузі зайнятості: освіта, охорона здоров'я та соціальна допомога — 28,4 %, науковці, спеціалісти, менеджери — 12,6 %, роздрібна торгівля — 10,7 %.